# レイモンド・マンコ
レイモンド・マンコ（Reimond Manco）こと、レイモンド・オランヘル・マンコ・アルバラシン（Reimond Orángel Manco Albarracín, 1990年8月23日 - ）は、ペルー・リマ郡ルリン出身の元プロサッカー選手。元ペルー代表。ポジションはミッドフィールダー。

## 経歴
ペルーの首都リマ生まれだが、2歳から8歳まではベネズエラで過ごした。2002年にはユースの大会であるゴシアカップで優勝を経験した。2005年にはベネズエラU-15代表に選出されたが、その後ペルーに帰国した。
2007年3月のU-17南米選手権ではチームを4位に導き、大会MVPを獲得した。同年4月にペルーリーグの強豪アリアンサ・リマでプロデビューを果たした。2008年2月のボリビア代表との親善試合で、17歳にしてフル代表デビューを果たした。
2008年の7月に、オランダ・エールディヴィジのPSVアイントホーフェンに移籍。2008-09シーズンには同リーグのヴィレムIIにレンタルされた。2009年12月23日にペルーのフアン・アウリチにレンタルされ、2010年7月には同クラブへ完全移籍。
2017年3月27日、ウニオン・コメルシオに加入し母国へ復帰した。2022年よりペルー2部のサントス・デ・ナスカへ移籍し、さらに同年には10年振りとなるフアン・アウリチへの復帰を果たした。
2025年7月18日、自身のYouTubeチャンネル「A LA CAMA CON EL REÍ」にてプロサッカー選手引退を発表した。

## タイトル
フアン・アウリチ
- トルネオ・デセントラリサード : 2011